# کارل کوک
کارل کوک (انگلیسی: Karl Cook؛ زادهٔ ۲۵ دسامبر ۱۹۹۰) سوارکار اهل ایالات متحده آمریکا است.
وی در مسابقات کشوری و بین‌المللی در مجموع برندهٔ ۱ مدال نقره شده است.